# Magnus mac Conchobair Ruaid Ua Conchobair
Magnus mac Conchobair Ruaid Ua Conchobair  (mort en 1293)  est  roi de Connacht de 1288 à 1293.

## Origine
Magnus mac Conchobair Ruaid Ua Conchobair appartient au clan Muircheartaigh Uí Conchobhair. Il est le fils cadet de  Conchobar Ruaid (mort en 1245) second fils de Muirchertach Muimnech († 1210); un fils cadet de Toirdelbach Ua Conchobair «  Ard ri Erenn co fressabra  » c'est-à-dire « Haut-roi en opposition ». Il est roi de Connacht de 1288 à 1293 

## Règne
En 1288 Magnus mac Cathail Ua Conchobair, fils cadet de Conchobair Ruaid, rassemble une armée d'hommes du Connacht, de Connaicne et d'Ui Briuin et investit Ath-Slisean, où réside son frère Cathal Ruad mac Conchobair Ruaid avec ses troupes. Un combat éclate entre  les deux armées et Cathal est fait prisonnier et ses hommes mis en déroute. Magnus dépose alors son frère aîné qui régnait depuis 7 ans et demi et s'empare alors de la souveraineté du Connacht. Le même hiver Toirrdelbach fils de Eógan mac Ruaidrí mac Aeda Ua Conchobair, accompagné de  Maelsechlainn Ua Flannacain et avec l'accord de  Fiachra Ua Flainn, s'emparent d'un domaine appartenant à Magnus Ua Conchobair  situé à Rossmore. Lors de l'action Magnus lui-même est blessé et Ragnall Mag Ragnaill, le chef du Muinter Eolais, est tué par une flèche; Niall Gelbuide Ua Conchobair est également blessé, plusieurs de leurs hommes tués et leurs meilleurs chevaux enlevés. Magnus une fois guéri de ses blessures se tourne vers le Sil-Murray dont il obtient la soumission et des otages .
Peu après, une armée conduite par Richard de Bourg, surnommé le Comte Rouge d'Ulster, fils de Gautier de Bourg, envahit le Connacht et parvient jusqu'à Roscommon, où Magnus, John FitzGerald (1er comte de Kildare) et les gens du roi d'Angleterre sont assemblés afin d’arrêter sa  progression. Le comte d'Ulster impressionné par ces forces quitte la région et disperse ses troupes . 
En 1289  Richard Diuit, à la tête des Étrangers de Mide et Magnus Ua Conchobair, marchent contre les Ua Mailsechlainn et les Hommes de Mide. Ils subissent une défaite et Richard Diuit, un des plus nobles barons des Étrangers Irlande de cette époque est tué avec ses parents. Une rébellion éclate ensuite sous la conduite de Cathal Ua Conchobair et de Niall Gelbuide à la tête de tous les  Gaels et les Étrangers qui les soutiennent dans le but de déposer Magnus Ua Conchobair, roi de Connacht. Les deux troupes se rencontrent à la  Weir de Collooney, où Cathal est blessé et  Murchad mac Tadg le fils d' Andrias Ua Conchobair et d'autres sont tués par  Niall Gelbuide. De nombreux chevaux sont pris aux partisans de Magnus alors que lui-même est défait mais réussit à s'échapper. Un riche butin est fait à  Carbury par Niall Gelbuide et les partisans de Cathal, alors que Cathal lui-même n'est pas présent du fait de sa blessure et ils pillent Carbury à partir de Cnocc Laigen vers l'est jusqu'à  Ballysadare. Magnus après sa défaite bénéficie de l'aide du  Sil Murray qu'il avait vassalisé, de ses propres officiers et des Étrangers de  Roscommon qui viennent l'assister et dans les jours suivants, ils interceptent le produit des pillages et les emportent à  Sraith en Ferain et Aenach, reprend le bétail  et met les pillards en déroute. Niall lui-même tente de s'échapper; Thomas et David les fils de Mac Gosdelb sont tués ( David est d'abord gracié et ensuite exécuté en captivité) ainsi que de nombreux hommes de son armée, tant Étrangers que Gaels, sont tués. Niall après cela accepte de faire la paix et ses domaines lui sont rendus. Toutefois des fausses accusations de trahison et de complot sont propagées à son encontre  et Niall doit de nouveau quitter la région, Magnus en profite pour la piller complètement alors que la réputation de Niall est ruinée.
Magnus mac Conchobar est roi de Connacht pendant cinq ans et demi lorsqu'il meurt en 1293 après une maladie de trois mois  Áed mac Eógain Ua Conchobair est fait roi par le Lord justicier John FitzGerald (1er comte de Kildare) et devient de facto un sujet du roi d'Angleterre mais dix jours après sa nomination il est traîtreusement capturé par John FitzGerald et cinquante de ses hommes sont tués. Après cette trahison, Cathal Ruad mac Conchobair Ruaid récupère son trône.

## Sources
- (en) T.W Moody, F.X. Martin, F.J. Byrne A New History of Ireland IX Maps, Genealogies, Lists. A companion to Irish History part II . Oxford University Press réédition 2011  (ISBN 9780199593064). « O'Connors Ó Conchobhair Kings of Connacht 1183-1474  » p. 223-225 et généalogie n°28 et 29 (a)  p. 158-159.
- (en) A Timeline of Irish History, Richard Killen Gill & Macmillan Dublin (2003)  (ISBN 07171-3484-9).
- (en) Goddard Henry Orpen (Introduction de Seán Duffy), Ireland under the Normands 1169-1333, vol. III, Dublin, Four Courts Press (réédition), 2005, 633 p. (ISBN 9781846828188), p. 361-376 The Conquest of Connaught 1224-37 & Tne Sub-infeudation of Connaught, 1237, and Afterwards p.377-393